# Стефан Митровић (фудбалер, 2002)
Стефан Митровић (Крушевац, 15. август 2002) српски је фудбалер. Он тренутно наступа за Верону.

## Каријера

### Рана каријера
Током 2018. и 2019. играо је за Хамилтон сити 1 у Канадској фудбалској лиги под тренером Сашом Вуковићем.

### Раднички Ниш
Дебитовао је 23. новембра 2019. у нишком Радничком, заменивши Николу Чумића у 88. минуту у поразу од Црвене звезде из Београда резултатом 2:0. Први пут је стартовао 30. маја 2020. у ремију 1:1 против Напретка из Крушевца, а први гол постигао је 8. јуна у победи над Радником из Сурдулице резултатом 4:3. Раднички Ниш је у марту 2022. објавио да је Митровић потписао продужетак уговора на две године.

### Црвена звезда
Митровић је 18. јула 2022. прешао у београдску Црвену звезду, након што су црвено бели платили излазну клаузулу од 500.000 евра у његовом уговору са нишким Радничким.

## Статистика

### Клупска
Ажурирано 22. фебруара 2024.
|               |          |                  |    |    |   |   |    |   |   |   |     |    |  |  |
| Раднички Ниш  | 2019/20. | Суперлига Србије | 7  | 1  | 1 | 0 | —  | — | — | — | 8   | 1  |  |  |
| Раднички Ниш  | 2020/21. | Суперлига Србије | 13 | 2  | 1 | 0 | —  | — | — | — | 14  | 2  |  |  |
| Раднички Ниш  | 2021/22. | Суперлига Србије | 35 | 10 | 2 | 0 | —  | — | — | — | 37  | 10 |  |  |
| Раднички Ниш  | 2022/23. | Суперлига Србије | 2  | 0  | — | — | 0  | 0 | — | — | 2   | 0  |  |  |
| Раднички Ниш  | Укупно   | Укупно           | 57 | 13 | 4 | 0 | 0  | 0 | — | — | 61  | 13 |  |  |
|               |          |                  |    |    |   |   |    |   |   |   |     |    |  |  |
| Црвена звезда | 2022/23. | Суперлига Србије | 32 | 5  | 3 | 0 | 8  | 3 | — | — | 43  | 8  |  |  |
| Црвена звезда | 2023/24. | Суперлига Србије | 9  | 1  | 1 | 0 | 3  | 0 | — | — | 13  | 1  |  |  |
| Црвена звезда | Укупно   | Укупно           | 41 | 6  | 4 | 0 | 11 | 3 | — | — | 56  | 9  |  |  |
|               |          |                  |    |    |   |   |    |   |   |   |     |    |  |  |
| Верона        | 2023/24. | Серија А         | 0  | 0  | — | — | —  | — | — | — | 0   | 0  |  |  |
|               |          |                  |    |    |   |   |    |   |   |   |     |    |  |  |
| Каријера      | Каријера | Каријера         | 98 | 19 | 8 | 0 | 11 | 3 | — | — | 117 | 22 |  |  |
|               |          |                  |    |    |   |   |    |   |   |   |     |    |  |  |

### Утакмице у дресу репрезентације
| Репрезентација Србије у узрасту до 20 година старости | Репрезентација Србије у узрасту до 20 година старости | Репрезентација Србије у узрасту до 20 година старости | Репрезентација Србије у узрасту до 20 година старости | Репрезентација Србије у узрасту до 20 година старости | Репрезентација Србије у узрасту до 20 година старости | Репрезентација Србије у узрасту до 20 година старости | Репрезентација Србије у узрасту до 20 година старости | Репрезентација Србије у узрасту до 20 година старости | Репрезентација Србије у узрасту до 20 година старости |
| #                                                     | Датум                                                 | Такмичење                                             | Локација                                              | Домаћин                                               | Резултат                                              | Гост                                                  | Гол                                                   | Реф.                                                  |                                                       |
| ----------------------------------------------------- | ----------------------------------------------------- | ----------------------------------------------------- | ----------------------------------------------------- | ----------------------------------------------------- | ----------------------------------------------------- | ----------------------------------------------------- | ----------------------------------------------------- | ----------------------------------------------------- | ----------------------------------------------------- |
| 1.                                                    | 6. септембар 2021.                                    | Пријатељска утакмица                                  | Стадион Теофило Патини, Кастел ди Сангро              | Италија                                               | 0 : 1                                                 | Србија                                                |                                                       | [ 21 ]                                                |                                                       |
| 1                                                     | Укупан број утакмица и постигнутих погодака           | Укупан број утакмица и постигнутих погодака           | Укупан број утакмица и постигнутих погодака           | Укупан број утакмица и постигнутих погодака           | Укупан број утакмица и постигнутих погодака           | Укупан број утакмица и постигнутих погодака           | 0                                                     | [ 22 ]                                                |                                                       |

| Репрезентација Србије у узрасту до 21 године старости | Репрезентација Србије у узрасту до 21 године старости | Репрезентација Србије у узрасту до 21 године старости | Репрезентација Србије у узрасту до 21 године старости | Репрезентација Србије у узрасту до 21 године старости | Репрезентација Србије у узрасту до 21 године старости | Репрезентација Србије у узрасту до 21 године старости | Репрезентација Србије у узрасту до 21 године старости | Репрезентација Србије у узрасту до 21 године старости | Репрезентација Србије у узрасту до 21 године старости |
| #                                                     | Датум                                                 | Такмичење                                             | Локација                                              | Домаћин                                               | Резултат                                              | Гост                                                  | Гол                                                   | Реф.                                                  |                                                       |
| ----------------------------------------------------- | ----------------------------------------------------- | ----------------------------------------------------- | ----------------------------------------------------- | ----------------------------------------------------- | ----------------------------------------------------- | ----------------------------------------------------- | ----------------------------------------------------- | ----------------------------------------------------- | ----------------------------------------------------- |
| 1.                                                    | 16. новембар 2021.                                    | Квалификације за Европско првенство                   | Арена Лавов, Лавов                                    | Украјина                                              | 2 : 1                                                 | Србија                                                | Гол                                                   | [ 23 ]                                                |                                                       |
| 2.                                                    | 24. март 2022.                                        | Квалификације за Европско првенство                   | Стадион Тржни центар, Вождовац                        | Србија                                                | 2 : 1                                                 | Северна Македонија                                    |                                                       | [ 24 ]                                                |                                                       |
| 3.                                                    | 29. март 2022.                                        | Квалификације за Европско првенство                   | ТСЦ академија, Бачка Топола                           | Србија                                                | 2 : 0                                                 | Јерменија                                             |                                                       | [ 25 ]                                                |                                                       |
| 4.                                                    | 2. јун 2022.                                          | Квалификације за Европско првенство                   | Алпски стадион, Гренобл                               | Француска                                             | 2 : 0                                                 | Србија                                                |                                                       | [ 26 ]                                                |                                                       |
| 5.                                                    | 7. јун 2022.                                          | Квалификације за Европско првенство                   | Стадион у Клаксвику                                   | Фарска Острва                                         | 1 : 1                                                 | Србија                                                | Гол                                                   | [ 27 ]                                                |                                                       |
| 6.                                                    | 20. новембар 2022.                                    | Пријатељска утакмица                                  | Никозија                                              | Кипар                                                 | 2 : 2                                                 | Србија                                                | Гол                                                   | [ 28 ]                                                |                                                       |
| 7.                                                    | 23. новембар 2022.                                    | Пријатељска утакмица                                  | Ларнака                                               | Србија                                                | 1 : 1                                                 | Северна Македонија                                    | Гол                                                   | [ 29 ]                                                |                                                       |
| 8.                                                    | 24. март 2023.                                        | Пријатељска утакмица                                  | ТСЦ академија, Бачка Топола                           | Србија                                                | 0 : 2                                                 | Италија                                               |                                                       | [ 30 ]                                                |                                                       |
| 9.                                                    | 28. март 2023.                                        | Пријатељска утакмица                                  | Спортски центар, Марбеља                              | Сједињене Америчке Државе                             | 0 : 0                                                 | Србија                                                |                                                       | [ 31 ]                                                |                                                       |
| 10.                                                   | 12. септембар 2023.                                   | Квалификације за Европско првенство                   | Кућа фудбала, Стара Пазова                            | Србија                                                | 2 : 0                                                 | Азербејџан                                            |                                                       | [ 32 ]                                                |                                                       |
| 11.                                                   | 12. октобар 2023.                                     | Квалификације за Европско првенство                   | Стадион Сити Граунд, Нотингем                         | Енглеска                                              | 9 : 1                                                 | Србија                                                |                                                       | [ 33 ]                                                |                                                       |
| 12.                                                   | 16. октобар 2023.                                     | Квалификације за Европско првенство                   | Мурнвју парк, Лурган                                  | Северна Ирска                                         | 1 : 2                                                 | Србија                                                |                                                       | [ 34 ]                                                |                                                       |
| 13.                                                   | 18. новембар 2023.                                    | Квалификације за Европско првенство                   | ТСЦ арена, Бачка Топола                               | Србија                                                | 0 : 3                                                 | Енглеска                                              |                                                       | [ 35 ]                                                |                                                       |
| 14.                                                   | 21. новембар 2023.                                    | Квалификације за Европско првенство                   | Кућа фудбала, Стара Пазова                            | Србија                                                | 2 : 0                                                 | Луксембург                                            |                                                       | [ 36 ]                                                |                                                       |
| 14                                                    | Укупан број утакмица и постигнутих погодака           | Укупан број утакмица и постигнутих погодака           | Укупан број утакмица и постигнутих погодака           | Укупан број утакмица и постигнутих погодака           | Укупан број утакмица и постигнутих погодака           | Укупан број утакмица и постигнутих погодака           | 4                                                     | [ 22 ]                                                |                                                       |

| Фудбалска репрезентација Србије | Фудбалска репрезентација Србије             | Фудбалска репрезентација Србије             | Фудбалска репрезентација Србије             | Фудбалска репрезентација Србије             | Фудбалска репрезентација Србије             | Фудбалска репрезентација Србије             | Фудбалска репрезентација Србије             | Фудбалска репрезентација Србије | Фудбалска репрезентација Србије |
| #                               | Датум                                       | Такмичење                                   | Локација                                    | Домаћин                                     | Резултат                                    | Гост                                        | Мин.                                        | Гол                             | Реф.                            |
| ------------------------------- | ------------------------------------------- | ------------------------------------------- | ------------------------------------------- | ------------------------------------------- | ------------------------------------------- | ------------------------------------------- | ------------------------------------------- | ------------------------------- | ------------------------------- |
| 1.                              | 24. септембар 2022.                         | Лига нација                                 | Стадион Рајко Митић, Београд                | Србија                                      | 4 : 1                                       | Шведска                                     |                                             | [ 37 ]                          |                                 |
| 2.                              | 10. септембар 2023.                         | Квалификације за Европско првенство         | Стадион Дариаус и Гирено, Каунас            | Литванија                                   | 1 : 3                                       | Србија                                      |                                             | [ 38 ]                          |                                 |
| 2                               | Укупан број утакмица и постигнутих погодака | Укупан број утакмица и постигнутих погодака | Укупан број утакмица и постигнутих погодака | Укупан број утакмица и постигнутих погодака | Укупан број утакмица и постигнутих погодака | Укупан број утакмица и постигнутих погодака | Укупан број утакмица и постигнутих погодака | [ 39 ]                          |                                 |

## Трофеји и награде
Црвена звезда
- Суперлига Србије : 2022/23.[40]
- Куп Србије : 2022/23.[41]